# Walder Wasserturm
Der Walder Wasserturm ist ein stillgelegter, ehemaliger Wasserturm in der bergischen Großstadt Solingen. Der Turm wurde 1891 errichtet, 1913/14 in seine heutige Form umgebaut und im Jahre 1982 stillgelegt. Er wird heute ausschließlich als Restaurant genutzt.

## Lage und Beschreibung
Der Walder Wasserturm befindet sich in der Schlagbaumer Straße 125 im Solinger Stadtbezirk Gräfrath und dort an der Bundesstraße 224 auf einer Anhöhe südlich vom Ortsteil Zentral. Nordwestlich befindet sich die nach dem Wasserturm benannte Wohnsiedlung des Spar- und Bauvereins Solingen. Auch die an der Bundesstraße liegende Oberleitungsbushaltestelle der Stadtwerke Solingen wurde nach dem Wasserturm benannt.

Das Gebäude zeigt sich seit seinem Umbau 1913/1914 in der Formensprache des Heimatstils. Es vereinigt unter einem Dach zwei hintereinanderliegende verputzte dreigeschossige Rundbauten mit Kegeldächern, die ursprünglich je einen Wasserbehälter beinhalteten. Das Gebäude wurde als Multifunktionsbau konzipiert, im Erdgeschoss wurde daher ein Restauranttrakt angebaut. Nach Süden ausgerichtet befindet sich ein Treppenhausanbau.

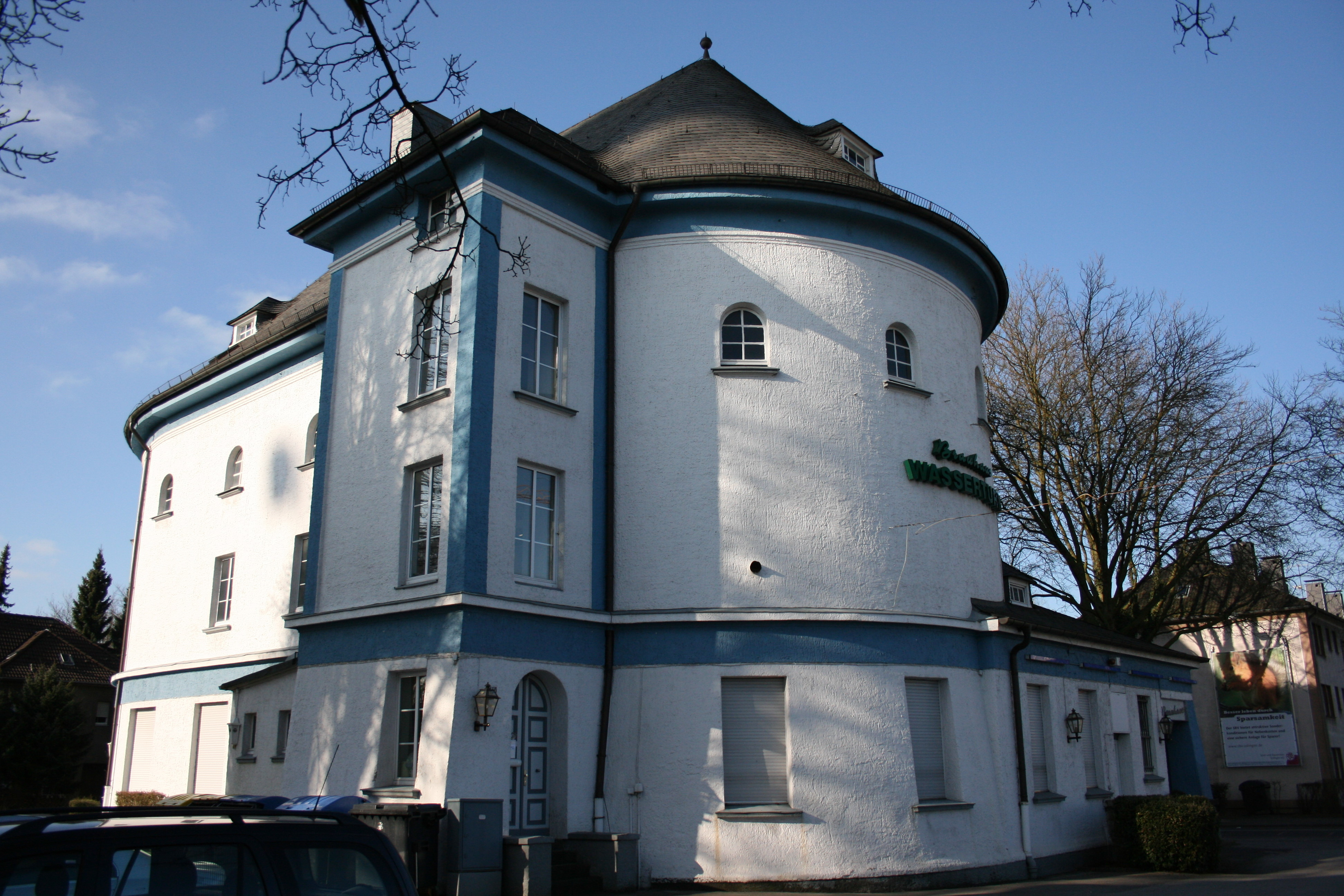
Ansicht von Südosten (2009)
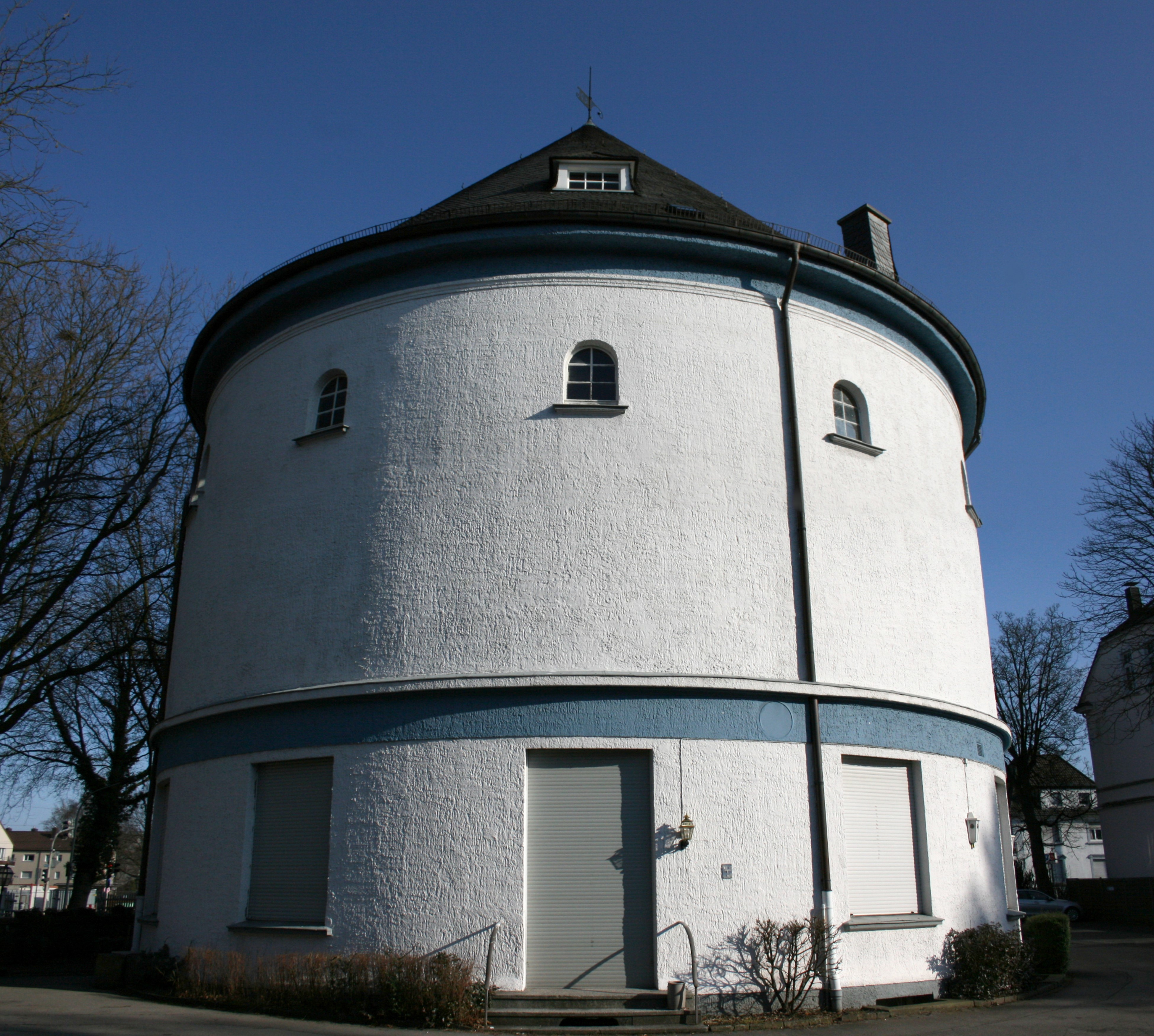
Rückwärtiger Rundturm (2009)

## Geschichte
Die damals selbständige Stadt Wald bezog ihr Trinkwasser ab 1891 über eine Fernwasserleitung mit Rheinuferfiltrat. Um auch die höher gelegenen Gebäude erreichen zu können, wurde nach Plänen des Ingenieurs Hermann Ehlert ein Wasserturm am Hahnenhaus vorgeschlagen, von dem aus das Wasser verteilt werden sollte. Die Stadt Wald entschied sich jedoch, ihren Wasserturm am Obenscheidter Feld zu errichten, einem Bauplatz an der heutigen Schlagbaumer Straße. Der Turm wurde 1891 im historistischen Festungsstil und in der Bauweise als Intze-I-Turm realisiert. Er wies ein Fassungsvermögen von zunächst 400 cbm auf. Ab 1897 erfolgte die Versorgung des Turms durch das neue Wasserwerk der Stadt Wald in Hilden-Elp. Seit 1903 ist zudem eine Nutzung des Gebäudes als Wirtshaus nachweisbar.
Aufgrund des Bevölkerungszuwachses wurde noch vor dem Ersten Weltkrieg eine umfassende Erweiterung des Turms geplant. Die Stadt Wald beauftragte für den Umbau den ebenfalls aus Wald stammenden Architekten Ernst Buschmann, der die Erweiterung 1913/1914 umsetzte. Neben dem vorhandenen Wasserbehälter entstand ein weiterer Behälter mit einem Fassungsvermögen von 1000 cbm. Buschmann integrierte den alten Turm in das neue Bauwerk und schuf eine bauliche Einheit, die sich architektonisch in den schlichten Formen des Heimatschutzstils zeigte. Das Erdgeschoss mit Anbau wurde fortan als Wohn- und Restaurationsfläche genutzt.
Die Stadtwerke Solingen ließen 1982 an der Gräfrather Lützowstraße im Bereich Buscher Feld zwei neue moderne Wasserbehälter errichten, weshalb sowohl der Walder Wasserturm als auch der Gräfrather Wasserturm stillgelegt wurden. Am 8. Dezember 1997 wurde das Gebäude des Walder Wasserturms unter der Nummer 978 in die Denkmalliste der Stadt Solingen eingetragen.
Der ehemalige Wasserturm wird heute nur noch als Brauhaus und Restaurantgebäude genutzt, seit 2011 beherbergt er das Steakhaus Wasserturm.